# Władimir Lewaszow
Władimir Siergiejewicz Lewaszow, ros. Владимир Сергеевич Левашов (ur. w 1894 r., zm. 23 listopada 1963 r. w Monachium) – rosyjski działacz i publicysta emigracyjny, oficer armii włoskiej podczas II wojny światowej
W wyniku wybuchu rewolucji bolszewickiej 1917 r. był zmuszony przerwać naukę w szkole prawniczej. Wstąpił do nowo formowanych wojsk Białych gen. Antona I. Denikina. Służył w lejbgwardii 1 Brygady Artylerii. Doszedł do stopnia sztabskapitana. W poł. listopada 1920 r. wraz z wojskami Białych został ewakuowany z Krymu do Gallipoli. Na emigracji zamieszkał w Niemczech. Ukończył politechnikę w Berlinie. Działał w Stowarzyszeniu Oficerów lejbgwardii 1 Brygady Artylerii. Był też członkiem organizacji cerkiewnych. Pełnił obowiązki sekretarza arcybiskupa berlińskiego i niemieckiego Tichona. Pisał artykuły do rosyjskiej prasy emigracyjnej. Podczas II wojny światowej służył we włoskich wojskach ekspedycyjnych na froncie wschodnim. Po jej zakończeniu zamieszkał w Monachium. Był współpracownikiem Radia „Oswobożdienije” i Instytutu Badań nad Historią i Kulturą ZSRR, a także Centralnej Unii Emigrantów Politycznych z ZSRR. Kontynuował pisanie artykułów pod pseudonimem "Morelli".